# Équilibre vie privée-vie professionnelle
La notion d'équilibre entre la vie privée et la vie professionnelle fait référence au souhait de salariés de ne pas laisser leur vie professionnelle prendre le pas sur leur vie privée (repos, soirées, weekends, temps libre, notamment passé avec la famille...).
Ce sujet fait l'objet d'études et de discussions fréquentes, notamment sur les manières dont cette problématique est abordée entre les différents pays du monde. A titre d'exemple, seulement 12 % des Français s'estiment satisfaits de leur équilibre vie professionnelle - vie privée en 2018. La Suède est parfois citée en exemple.
Le retour sur temps investi (ROTI) peut aider à atteindre un équilibre vie professionnelle-vie privée. Équilibrer les activités professionnelles et personnelles nécessite une allocation minutieuse du temps pour garantir que les deux domaines produisent des rendements satisfaisants. Un ROTI élevé au travail implique d'atteindre les objectifs professionnels de manière efficace, laissant plus de temps pour les activités personnelles. De même, investir son temps judicieusement dans les activités personnelles peut améliorer le bien-être et la satisfaction globale.

## Comparaisons internationales
L'OCDE a tenté de déterminer un classement de ses pays membres d'après le critère de l'équilibre vie privée - vie professionnelle : la Colombie a le score le plus faible, et les Pays-Bas sont le pays le mieux classé.